# Sidiki Camara
Sidiki Camara (Bamako) is een bekende djembéfola uit Mali. Hij is daar beter bekend als "Fabla". Camara leerde het djembé-spelen van zijn vader.
In Mali speelde Sidiki bij het "Ballet National de Mali", waarmee hij de hele wereld rondreisde. Later vestigde hij zich in Brussel in België en voegde hij zich bij Sewa Kan, de begeleidingsgroep van Mamady Keïta. Sinds een aantal jaren woont hij in Oslo in Noorwegen, als muziekleraar.
Sidiki onderscheidt zich door zijn grote kennis van veel traditionele Manding-ritmes en moderne ritmes, gecombineerd met het schijnbaar moeiteloos kunnen spelen van de meest complexe patronen en variaties.
Er zijn een aantal groepen waaraan Sidiki ondersteuning verleent, zoals de Sidiki Band in Noorwegen, een jazzgroep in Brussel en een groep in Mali.

## Discografie
- Ayouwélé: 2005, opgenomen in Bamako, Mali
- Bomboï: Rokia Traoré
- Bill Frisell & Intercontinental
- Sigui: Djélimady Tounkara
- Kongo Sigui; Super Rail Band de Bamako
- Maciré: Boubacar Traoré dit Kar Kar
- Nao: Gomma Percusions
- Afö: Mamady Keita & Sewa Kan
- Mamady Keita & Sewa Kan Live @ Couleur Café
- Musoko: Habib Koité & Bamada
- Maya: Habib Koité & Bamada
- Seven: Zap Mama
- Distant voices

In het voorjaar van 2009 werd een nieuwe cd verwacht met onder anderen Flematou Diabaté als gastzangeres.